# 克吕济勒沙泰勒
克吕济勒沙泰勒（法語：Cruzy-le-Châtel，法語發音：[kʁyzi lə ʃatɛl]）是法国勃艮第-弗朗什-孔泰大区约讷省的一个市镇，位于该省东部，属于阿瓦隆区。

## 地理
克吕济勒沙泰勒（47°51'21"N, 4°12'43"E）面积59.52 平方千米，位于法国勃艮第-弗朗什-孔泰大區约讷省，该省份为法国中北部内陆省份，西接卢瓦雷省，西北接塞纳-马恩省，南至涅夫勒省，东临科多尔省，东北与奥布省接壤。
与克吕济勒沙泰勒接壤的市镇（或旧市镇、城区）包括：阿尔托奈、皮梅勒、上塞讷瓦、格朗、沙奈、尼塞、邦村、日尼、吕尼、维隆。

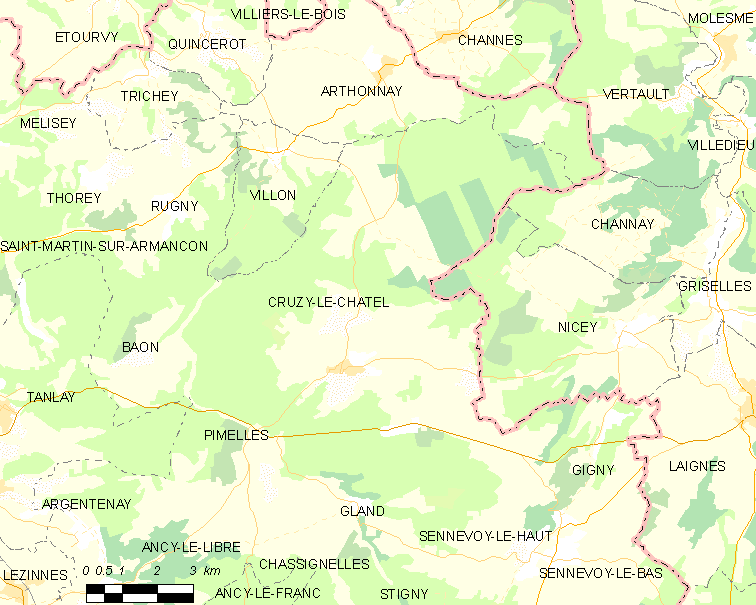
克吕济勒沙泰勒的OSM定位图

克吕济勒沙泰勒的时区为UTC+01:00、UTC+02:00（夏令时）。

## 行政
克吕济勒沙泰勒的邮政编码为89740，INSEE市镇编码为89131。

## 政治
克吕济勒沙泰勒所属的省级选区为托内鲁瓦县。

## 人口

1962-2008年间克吕济勒沙泰勒人口变化图示

克吕济勒沙泰勒于2022年1月1日时的人口数量为224人。